# Галин Малакчиев
Галин Христов Малакчиев е български скулптор.

## Биография
Галин Христов Малакчиев (истинско име Георги Христов Малакчиев) е роден на 20 ноември 1931 г. в Русе в семейството на кавалерийски офицер. Прогимназиално образование получава последователно в Сливен, Добрич и София. През 1949 г. завършва Пета мъжка гимназия „Васил Левски“ в София. През периода 1949 – 1951 г. работи като оксиженист на строежа на Народната библиотека „Св. св. Кирил и Методий“ в София. По време на работата си по строежа на библиотеката се научава да работи ковано желязо, още преди да е станал скулптор. Още от това време започват „закачките“ му със социализма - поставя „щръкнал член“ на петметрова скулптура на Строителя на социализма, която е поставена във фоайето на библиотеката, между торбите с цимент. Освен това чрез маркуч закрепя члена на Строителя на социализма за водната пожарогасителна помпа. След това заминава в казарма. От 1954 г. учи във ВИИИ „Николай Павлович“, първоначално при доц. Михаил Кац до 1957 г., после продължава и завършва Скулптура при проф. Любомир Далчев през 1961 г. Дипломната му работа „Момче с лък“ е посрещната с възхищение от членовете на комисията в Академията.
От 1973 г. Малакчиев живее и работи в село Батулия. Умира в болница в Нови Искър на 17 април 1987 г.

## Творчество
Работи кавалетна и монументална скулптура и витраж. От 1962 г. участва редовно в общите художествени изложби на СБХ и в представителни изложби на българското изкуство в чужбина – Франция, Испания, в световно младежко биенале в Париж (1963). На ЕКСПО 1970 в Осака, Япония, е представена композицията му „Орфей“.
Взима участия в ОХИ „Малка пластика“, представя композицията „Пегас“ на Второто биенале на малката пластика в Будапеща.
През 2012 г. скулптурата на Малакчиев, наречена „Африка“, изчезва от оригиналното си местоположение пред общежитията на 4-ти километър в София. Оттогава работата е в неизвестност.
Създател е на монументалните и декоративни творби:
- „Пълнолетие“ (1961),
- „Момче с лък“, градинката пред хотел „Рила“ в София (1961),
- „Цирков артист“ (1966)
- Релеф „Атлети“, видим бетон, западната фасада на Зала „Фестивална“ в София, арх. Иван Татаров и арх. Дончо Владишки (1968),
- „Лиляна Димитрова“, фигура пред СГХГ,
- В периода 1969 – 70 г. създава пластиката „Хирошима“, декоративни пластики за завод „Вида“.
- „Светлина“, стъклобетонна декоративна решетка във фоайето на ВМЕИ – Варна (1968)
- Декоративна стена, Централна гара София, арх. Милко Бечев (1976),
- „Октомври 1917“ на ОХИ, посветена на 60-годишнината на Октомврийската революция в Русия (1977),
- Декоративна пластична фасадна колона „За Буквите“, околното пространство на Народен дворец на културата „Людмила Живкова“, арх. Атанас Агура (1985).

## Отличия
- Почетно звание „заслужил художник“ (1986)